# فهرست تولیدات سونی پیکچرز انیمیشن
این فهرستی از تمام تولیدات سونی پیکچرز انیمیشن در بخش پویانمایی سونی پیکچرز (بخشی از سونی اینترتیمنت) است که شامل فیلم‌های متحرک و لایو اکشن، کوتاه، تلویزیونی، سری اینترنت و برنامه‌های ویژه می‌باشد.

## فیلم‌ها

### فیلم‌های بلند
| #                 | فیلم                                                 | تاریخ انتشار      | کارگردان                                           | فیلمنامه                                                          | داستان                                                                  | تهیه‌کننده                                                      | موسیقی                               | شرکت‌های تولیدی                                                                                              | خدمات انیمیشن                                                   | یادداشت                                                         |
| فیلم‌های منتشر شده | فیلم‌های منتشر شده                                    | فیلم‌های منتشر شده | فیلم‌های منتشر شده                                  | فیلم‌های منتشر شده                                                 | فیلم‌های منتشر شده                                                       | فیلم‌های منتشر شده                                              | فیلم‌های منتشر شده                    | فیلم‌های منتشر شده                                                                                           | فیلم‌های منتشر شده                                               | فیلم‌های منتشر شده                                               |
| ----------------- | ---------------------------------------------------- | ----------------- | -------------------------------------------------- | ----------------------------------------------------------------- | ----------------------------------------------------------------------- | -------------------------------------------------------------- | ------------------------------------ | --- | --------------------------------------------------------------- | --------------------------------------------------------------- |
| ۱                 | فصل شکار                                             | ۲۹ سپتامبر ۲۰۰۶   | راجر آلرز و جیل کالتنکارگردان مشترک: آنتونی استاکی | استیو بنچیچ، ران جی فریدمن و نات مولدین                           | کلتون و استاکی                                                          | میشل مرداکوکا                                                  | پل وستربرگ و رامین جوادی             | — | سونی پیکچرز ایمج‌ورکز                                            | بر اساس داستان اصلی اثر: استیو مور و جان بی. کارلز              |
| ۲                 | موج‌سواری                                             | ۸ ژوئن ۲۰۰۷       | اش برانون و کریس باک                               | برانون، باک، کریس جنکینز و دان ریمر                               | کریستین دارن و جنکینز                                                   | جنکینز                                                         | میخائل دانا                          | — | سونی پیکچرز ایمج‌ورکز                                            | —                                                               |
| ۳                 | فصل شکار ۲                                           | ۲۷ ژانویه ۲۰۰۹    | متیو اوکلانکارگردان مشترک: تاد وایلدرمن            | دیوید استرن                                                       | دیوید استرن                                                             | کرک بادیفلت و او کالاگان                                       | رامین جوادی                          | — | سونی پیکچرز ایمج‌ورکز استودیوهای ریل اف‌ایکس کریتیو               | فیلم ویدئویی شخصیت‌ها توسط: جان بی کارلس و استیو مور             |
| ۴                 | ابری با احتمال بارش کوفته‌قلقلی                       | ۱۸ سپتامبر ۲۰۰۹   | فیل لرد و کریستوفر میلر                            | فیل لرد و کریستوفر میلر                                           | فیل لرد و کریستوفر میلر                                                 | پم مارسدن                                                      | مارک مادرزبا                         | — | سونی پیکچرز ایمج‌ورکز                                            | بر اساس ابری با احتمال بارش کوفته‌قلقلی اثر: جودی برت و ران بارت |
| ۵                 | فصل شکار ۳                                           | ۲۵ ژانویه ۲۰۱۱    | کودی کامرن                                         | دیوید استرن                                                       | دیوید استرن                                                             | کرک بادیفلت                                                    | جف کاردونی                           | — | ریل فکس کریتیو ستودیس                                           | فیلم ویدئویی شخصیت‌ها توسط: جان بی کارلس و استیو مور             |
| ۶                 | اسمورف‌ها                                             | ۲۹ ژوئیه ۲۰۱۱     | راجا گاسنل                                         | دیوید رون، جی شریک، جی دیوید استرن و دیوید ن. ویسی                | استرن و ویسی                                                            | جردن کرنر                                                      | هیتور پریرا                          | کرنر اینترتیمنت کمپانی                                                                                      | سونی پیکچرز ایمج‌ورکز                                            | شخصیت‌ها توسط: پیو                                               |
| ۷                 | آرتور کریسمس                                         | ۲۳ نوامبر ۲۰۱۱    | سارا اسمیتکارگردان مشترک: بری کوک                  | پیتر بینهام و اسمیت                                               | پیتر بینهام و اسمیت                                                     | پیتر لرد، استیو پگرام ،کارلا شلی و دیوید اسپروسون              | هری گرگسون-ویلیامز                   | آردمن انیمیشن                                                                                               | آردمن انیمیشن سونی پیکچرز ایمج‌ورکز                              | —                                                               |
| ۸                 | دزدان دریایی! گروهی از ناجورها                       | ۲۷ آوریل ۲۰۱۲     | پیتر لوردکارگردان مشترک: جف نیویت                  | گیدئون دفو                                                        | گیدئون دفو                                                              | جولی لاکهارت، لرد و دیوید اسپراکستون                           | تئودور شاپیرو                        | آردمن انیمیشن                                                                                               | آردمن انیمیشن دابل نگاتیو                                       | بر اساس مجموعه کتاب دزدان دریایی! اثر: گیدئون دفو               |
| ۹                 | هتل ترانسیلوانیا                                     | ۲۸ سپتامبر ۲۰۱۲   | گندی تارتاکوفسکی                                   | پیتر بینهام و رابرت اسمایگل                                       | تاد دورهام، دان و کوین هاگمن                                            | میشل مرداکوکا                                                  | مارک مادرزباو                        | — | سونی پیکچرز ایمج‌ورکز                                            | —                                                               |
| ۱۰                | اسمورف‌ها ۲                                           | ۳۱ ژوئیه ۲۰۱۳     | راجا گاسنل                                         | کاری کرکپاتریک، دیوید رون، جی شریک، جی دیوید استرن و دیوید ن. ویس | رون، شریک، استرن و ویس                                                  | جوردن کرنر                                                     | هیتور پریرا                          | شرکت سرگرمی کرنر                                                                                            | سونی پیکچرز ایمج‌ورکز                                            | شخصیت‌ها توسط: پیو                                               |
| ۱۱                | ابری با احتمال بارش کوفته‌قلقلی ۲                     | ۲۷ سپتامبر ۲۰۱۳   | کودی کامرون و کریس پرن                             | جان فرانسیس دالی، جاناتان گلداستاین و اریکا ریوینوجا              | فیل لرد، کریستوفر میلر و ریوینوجا                                       | کرک بادیفلت و پم مارسدن                                        | مارک مادرزباو                        | — | سونی پیکچرز ایمج‌ورکز                                            | الهام گرفته از رمانی با همان نام اثر: جودی برت و ران بارت       |
| ۱۲                | هتل ترانسیلوانیا ۲                                   | ۲۵ سپتامبر ۲۰۱۵   | گندی تارتاکوفسکی                                   | آدام سندلر و رابرت اسمیگل                                         | آدام سندلر و رابرت اسمیگل                                               | میشل مرداکوکا                                                  | مارک مادرزباو                        | لستار کپیتال رسانه رایتس کاپیتال                                                                            | سونی پیکچرز ایمج‌ورکز                                            | —                                                               |
| ۱۳                | مورمور                                               | ۱۶ اکتبر ۲۰۱۵     | راب لترمن                                          | دارن لمکه                                                         | اسکات الکساندر و لری کاراشوسکی                                          | دبورا فورته و نیل اچ. موریتز                                   | دنی الفمن                            | لستار کپیتال ویلج رودشو پیکچیرز اوریجینال فیلم سکولاستیک انترتینمنت                                         | مووینگ پیکچر کمپانی                                             | بر اساس مجموعه کتاب سایهٔ وحشت اثر: آر.ال. استاین                |
| ۱۴                | فصل شکار: گرخیده                                     | ۸ مارس ۲۰۱۶       | دیوید فیس                                          | کارلوس کوتکین                                                     | دیوید فیس، استفان فرانک، پل مک ایووی، جان نورتون، استیو پار و کریس پیرن | جان بوش                                                        | روپرت گرگسون-ویلیامز و دومینیک لوئیس | — | رینمکر انترتینمنت                                               | فیلم ویدئویی شخصیت‌ها توسط: جان بی کارلس و استیو مور             |
| ۱۵                | موج‌سواری ۲: دیوانگی موج                              | ۱۷ ژانویه ۲۰۱۷    | هنری یو                                            | عبدل ویلیامز                                                      | عبدل ویلیامز                                                            | میشل ال ام وانگ                                                | توبی چو                              | استودیوهای WWE                                                                                              | رینمکر انترتینمنت                                               | فیلم ویدئویی شخصیت‌ها توسط: کریستین دارن و جنکینز                |
| ۱۶                | اسمورف‌ها: دهکده گمشده                                | ۷ آوریل ۲۰۱۷      | کلی اشبری                                          | استیسی هارمن و پاملا ریبون                                        | استیسی هارمن و پاملا ریبون                                              | مری الن بودر اندروز و جردن کرنر                                | کریستوفر لنرتز                       | ال‌استار کپیتال کرنر اینترتیمنت کمپانی                                                                       | سونی پیکچرز ایمج‌ورکز                                            | شخصیت‌ها توسط: پیو                                               |
| ۱۷                | فیلم شکلک                                            | ۲۸ ژوئیه ۲۰۱۷     | تونی لئوندیس                                       | لئوندیس، اریک سیگال و مایک وایت                                   | لئوندیس و سیگال                                                         | میشل رایمو کویات                                               | پاتریک دویل                          | — | سونی پیکچرز ایمج‌ورکز                                            | —                                                               |
| ۱۸                | ستاره                                                | ۱۷ نوامبر ۲۰۱۷    | تیموتی رکارت                                       | کارلوس کوتکین                                                     | کوتکین و سایمون مور                                                     | جنی مگی کوک                                                    | جان پائسانو                          | جیم هنسن کمپانی فرنکلین انترتینمنت ولدن مدیا اففیرم فیلمس                                                   | کینسیت انیمیشن                                                  | بر اساس داستان اصلی اثر: تام شریدان                             |
| ۱۹                | پیتر خرگوشه                                          | ۹ فوریه ۲۰۱۸      | ویل گلوک                                           | گلوک و راب لیبر                                                   | گلوک و راب لیبر                                                         | گلوک و زارع نعلبندیان                                          | دومینیک لوئیس                        | الیو بریدگگ انترتینمنت ۲٫۰ انترتینمنت سکرین استرالیا                                                        | انیمال لاجیک                                                    | بر اساس قصه پیتر خرگوشه اثر: بیترکس پاتر                        |
| ۲۰                | هتل ترانسیلوانیا ۳: تعطیلات تابستانی                 | ۱۳ ژوئیه ۲۰۱۸     | گندی تارتاکوفسکی                                   | مایکل مک کالرز و تارتاکوفسکی                                      | مایکل مک کالرز و تارتاکوفسکی                                            | میشل مرداکوکا                                                  | مارک مادرزباو                        | ام‌آرسی | سونی پیکچرز ایمج‌ورکز                                            | —                                                               |
| ۲۱                | مورمور۲: هالووین جن‌زده                               | ۱۲ اکتبر ۲۰۱۸     | آری سندل                                           | راب لیبر                                                          | دارن لمکه و لیبر                                                        | دبورا فورته و نیل اچ موریتز                                    | دومینیک لوئیس                        | اوریجینال فیلم سچلستیک انترتینمنت سیلورتنگو فیلمس                                                           | دابل نگاتیو                                                     | بر اساس سری کتاب مورمور اثر: آر.ال. استاین                      |
| ۲۲                | مرد عنکبوتی: به درون دنیای عنکبوتی                   | ۱۴ دسامبر ۲۰۱۸    | باب پرسیچتی، پیتر رمزی و رودنی روتمن               | فیل لرد و روتمن                                                   | لرد                                                                     | آوی آراد، لرد، کریستوفر میلر، ایمی پاسکال و کریستینا استاینبرگ | دانیل پمبرتن                         | مارول انترتینمنت آراد پروداکشنز لرد میللر پروداکشنز پاسکال پیکچرز                                           | سونی پیکچرز ایمج‌ورکز                                            | بر اساس: مارول کامیکس                                           |
| ۲۳                | فیلم پرندگان خشمگین ۲                                | ۱۴ اوت ۲۰۱۹       | توروپ ون اورمانکارگردان مشترک: جان رایس            | پیتر آکرمن، ایال پودل و جاناتان استوارت                           | پیتر آکرمن، ایال پودل و جاناتان استوارت                                 | جان کوهن                                                       | هیتور پریرا                          | رویو انیمیشنز                                                                                               | سونی پیکچرز ایمج‌ورکز                                            | شخصیت‌ها از: پرندگان خشمگین اثرراویو انترتینمنت                  |
| ۲۴                | میچل‌ها در برابر ماشین‌ها                              | ۳۰ آوریل ۲۰۲۱     | مایک ریانداکارگردان مشترک: جف روو                  | ریاندا و روو                                                      | ریاندا و روو                                                            | فیل لرد، کریستوفر میلر و کرت آلبرشت                            | مارک مادرزباو                        | لرد میلر پروداکشنز وان کول فیلمز                                                                            | سونی پیکچرز ایمج‌ورکز                                            | منتشر شده در نتفلیکس                                            |
| ۲۵                | اژدهای آرزو                                          | ۱۱ ژوئن ۲۰۲۱      | کریس اپلانز                                        | کریس اپلانز                                                       | کریس اپلانز                                                             | آرون وارنر، کریس برمبل و جکی چان                               | فیلیپ کلاین                          | بیجینگ سپرکل رلل مدیا کورپوریشین تنکنت پیکچرز فلگشیپ انترتینمنت گروپ بوس کللبرتین کولتورل اینوستمنت هلدینگس | بیس اف‌ایکس اینداستریال لایت اند مجیک تیتموس اینک. اوریجینال فرک | منتشر شده در نتفلیکس                                            |
| ۲۶                | ویوو                                                 | ۶ اوت ۲۰۲۱        | کیرک دمیکوکارگردان مشترک: براندون جفوردز           | دمیکو و قویرا الگرا هودس                                          | پیتر بارسوچینی و هودس                                                   | ریچ مور، لیزا استوارت و میشل وونگ                              | الکس لاکامویر                        | وان کول فیلمز لورنک مارک پردوکتینس                                                                          | سونی پیکچرز ایمج‌ورکز                                            | منتشرشده در نتفلیکس بر اساس ایده اصلی توسط: بارسوچینی           |
| ۲۷                | هتل ترانسیلوانیا ۴                                   | ۱۴ ژانویه ۲۰۲۲    | جنیفر کلوسکا و درک دریمون                          | نونزیو رانداززو، گندی تارتاکوفسکی و آموس ورنون                    | تارتاکوفسکی                                                             | آلیس دیویی گلدستون                                             | مارک مادرزباو                        | — |                                                                 | انتشار در پرایم ویدئو                                           |
| فیلم‌های آینده     |                                                      |                   |                                                    |                                                                   |                                                                         |                                                                |                                      | |                                                                 |                                                                 |
| ۲۸                | دنباله بدون عنوان مرد عنکبوتی: به درون دنیای عنکبوتی | ۷ اکتبر ۲۰۲۲      | خواکیم دوس سانتوس، کمپ پاورز و جاستین کی تامپسون   | دیوید کالاهام، فیل لرد و کریستوفر میلر                            | دیوید کالاهام، فیل لرد و کریستوفر میلر                                  | آوی آراد، لرد، میلر، امی پاسکال و کریستینا استاینبرگ           | دانیل پمبرتون                        | مرول انترتینمنت آراد پردوکتینس لرد میلر پروداکشنز پاسکال پیکچرز                                             | سونی پیکچرز ایمج‌ورکز                                            | بر اساس: مارول کامیکس                                           |

### در حال توسعه
| عنوان                                     | یادداشت                                                         |
| ----------------------------------------- | --------------------------------------------------------------- |
| شوالیه سیاه Black Knight                  | [ ۱ ]                                                           |
| حباب Bubble                               | تولید مشترک با پوینت گری پیکچرز و مت تلمک پروداکشنز             |
| درست شد Fixed                             | [ ۱ ]                                                           |
| کی پاپ: شکارچیان دیو K-Pop: Demon Hunters | [ ۳ ]                                                           |
| تائو Tao                                  | [ ۴ ]                                                           |
| توت Tut                                   | [ ۵ ]                                                           |
| فیلمی اسپین‌آف بدون عنوان شکارچیان روح     | تولید مشترک با گوست کورپز                                       |
| فیلم اسپین‌آف بدون عنوان زن عنکبوتی        | تولید مشترک با مارول انترتینمنت، آراد پروداکشنز و پاسکال پیکچرز |

### یادداشت
1. 1 2 3 4 5  اجرای زنده را با انیمیشن ترکیب می‌کند
2. 1 2  فیلم متحرک بزرگسالان

## پذیرش

### فروش گیشه
| فیلم                                 | بودجه          | فروش گیشه       | فروش گیشه    | فروش گیشه     |
| فیلم                                 | بودجه          | آمریکا و کانادا | مناطق دیگر   | در سراسر جهان |
| ------------------------------------ | -------------- | --------------- | ------------ | ------------- |
| فصل شکار                             | $۸۵ میلیون     | $۸۵٬۱۰۵٬۲۵۹     | $۱۱۵٬۷۰۶٬۴۳۰ | $۲۰۰٬۸۱۱٬۶۸۹  |
| موج‌سواری                             | $۱۰۰ میلیون    | $۵۸٬۸۶۷٬۶۹۴     | $۹۳٬۱۳۸٬۰۱۹  | $۱۵۲٬۰۰۵٬۷۱۳  |
| فصل شکار ۲                           | N/A            | N/A             | $۸٬۷۹۷٬۱۶۸   | $۸٬۷۹۷٬۱۶۸    |
| ابری با احتمال بارش کوفته‌قلقلی       | $۱۰۰ میلیون    | $۱۲۴٬۸۷۰٬۲۷۵    | $۱۱۸٬۱۳۵٬۸۵۱ | $۲۴۳٬۰۰۶٬۱۲۶  |
| فصل شکار ۳                           | N/A            | N/A             | $۷٬۴۸۷٬۵۵۵   | $۷٬۴۸۷٬۵۵۵    |
| اسمورف‌ها                             | $۱۱۰ میلیون    | $۱۴۲٬۶۱۴٬۱۵۸    | $۴۲۱٬۱۳۵٬۱۶۵ | $۵۶۳٬۷۴۹٬۳۲۳  |
| آرتور کریسمس                         | $۱۰۰ میلیون    | $۴۶٬۴۶۲٬۴۶۹     | $۱۰۰٬۹۵۹٬۲۵۰ | $۱۴۷٬۴۲۱٬۷۱۹  |
| دزدان دریایی! گروهی از ناجورها       | $۵۵ میلیون     | $۳۱٬۰۵۱٬۱۲۶     | $۹۲٬۰۰۲٬۹۱۵  | $۱۲۳٬۰۵۴٬۰۴۱  |
| هتل ترانسیلوانیا                     | $۸۵ میلیون     | $۱۴۸٬۳۱۳٬۰۴۸    | $۲۱۰٬۰۶۲٬۵۵۵ | $۳۵۸٬۳۷۵٬۶۰۳  |
| اسمورف‌ها ۲                           | $۱۰۵ میلیون    | $۷۱٬۰۱۷٬۷۸۴     | $۲۷۶٬۵۲۷٬۵۷۶ | $۳۴۷٬۵۴۵٬۳۶۰  |
| ابری با احتمال بارش کوفته‌قلقلی ۲     | $۷۸ میلیون     | $۱۱۹٬۷۹۳٬۵۶۷    | $۱۵۴٬۵۳۲٬۳۸۲ | $۲۷۴٬۳۲۵٬۹۴۹  |
| هتل ترانسیلوانیا ۲                   | $۸۰ میلیون     | $۱۶۹٬۳۰۵٬۸۹۰    | $۳۰۵٬۰۹۹٬۸۹۰ | $۴۷۴٬۸۰۰٬۰۰۰  |
| مورمور                               | $۵۸–۸۴ میلیون  | $۸۰٬۰۸۰٬۳۷۹     | $۷۸٬۱۸۱٬۰۴۵  | $۱۵۸٬۲۶۱٬۴۲۴  |
| فصل شکار: گرخیده                     | $۵٫۵ میلیون    | N/A             | $۱٬۷۷۴٬۴۲۹   | $۱٬۷۷۴٬۴۲۹    |
| موج‌سواری ۲: دیوانگی موج              | N/A            | N/A             | $۱٬۲۱۳٬۹۴۳   | $۱٬۲۱۳٬۹۴۳    |
| اسمورف‌ها: دهکده گمشده                | $۶۰ میلیون     | $۴۵٬۰۲۰٬۲۸۲     | $۱۵۲٬۱۶۳٬۲۶۴ | $۱۹۷٬۱۸۳٬۵۴۶  |
| فیلم شکلک                            | $۵۰ میلیون     | $۸۶٬۰۸۹٬۵۱۳     | $۱۳۱٬۶۸۷٬۱۳۳ | $۲۱۷٬۷۷۶٬۶۴۶  |
| ستاره                                | $۲۰ میلیون     | $۴۰٬۸۹۶٬۳۳۴     | $۲۱٬۹۶۰٬۴۰۹  | $۶۲٬۸۵۶٬۷۴۳   |
| پیتر خرگوشه                          | $۵۰ میلیون     | $۱۱۵٬۲۵۳٬۴۲۴    | $۲۳۶٬۲۴۲٬۶۴۲ | $۳۵۱٬۴۹۶٬۰۶۶  |
| هتل ترانسیلوانیا ۳: تعطیلات تابستانی | $۸۰ میلیون     | $۱۶۷٬۵۱۰٬۰۱۶    | $۳۶۱٬۰۷۳٬۷۵۸ | $۵۲۸٬۵۸۳٬۷۷۴  |
| مورمور۲: هالووین جن‌زده               | $۳۵ میلیون     | $۴۶٬۷۰۰٬۶۳۳     | $۴۶٬۶۱۹٬۷۴۷  | $۹۳٬۳۲۰٬۳۸۰   |
| مرد عنکبوتی: به درون دنیای عنکبوتی   | $۹۰ میلیون     | $۱۹۰٬۲۴۱٬۳۱۰    | $۱۸۵٬۲۹۹٬۵۲۱ | $۳۷۵٬۵۴۰٬۸۳۱  |
| فیلم پرندگان خشمگین ۲                | $۶۵ میلیون     | $۴۱٬۶۶۷٬۱۱۶     | $۱۰۶٬۱۲۴٬۹۳۱ | $۱۴۷٬۷۹۲٬۰۴۷  |
| میچل‌ها در برابر ماشین‌ها              | $۵۰–۱۰۰ میلیون | N/A             | N/A          | N/A           |
| اژدهای آرزو                          | N/A            | N/A             | $۲۱٬۱۲۰٬۰۰۰  | $۲۱٬۱۲۰٬۰۰۰   |

### انتقادها و واکنش عمومی
| فیلم                                 | راتن تومیتوز | متاکریتیک | سینماسکور |
| ------------------------------------ | ------------ | --------- | --------- |
| فصل شکار                             | ۴۸٪          | ۴۹/۱۰۰    | A-        |
| موج‌سواری                             | ۷۹٪          | ۶۴/۱۰۰    | A-        |
| ابری با احتمال بارش کوفته‌قلقلی       | ۸۶٪          | ۶۶/۱۰۰    | A-        |
| اسمورف‌ها                             | ۲۱٪          | ۳۰/۱۰۰    | A-        |
| آرتور کریسمس                         | ۹۲٪          | ۶۹/۱۰۰    | A-        |
| دزدان دریایی! گروهی از ناجورها       | ۸۶٪          | ۷۳/۱۰۰    | B         |
| هتل ترانسیلوانیا                     | ۴۵٪          | ۴۷/۱۰۰    | A-        |
| اسمورف‌ها ۲                           | ۱۴٪          | ۳۴/۱۰۰    | A-        |
| ابری با احتمال بارش کوفته‌قلقلی ۲     | ۷۱٪          | ۵۹/۱۰۰    | A-        |
| هتل ترانسیلوانیا ۲                   | ۵۵٪          | ۴۴/۱۰۰    | A-        |
| مورمور                               | ۷۸٪          | ۶۰/۱۰۰    | A         |
| فصل شکار: گرخیده                     | ۴۰٪          | ۴۰/۱۰۰    | A         |
| فیلم شکلک                            | ۷٪           | ۱۲/۱۰۰    | B         |
| ستاره                                | ۴۲٪          | ۴۲/۱۰۰    | A         |
| پیتر خرگوشه                          | ۶۳٪          | ۵۱/۱۰۰    | A-        |
| هتل ترانسیلوانیا ۳: تعطیلات تابستانی | ۶۲٪          | ۵۴/۱۰۰    | A-        |
| مورمور۲: هالووین جن‌زده               | ۴۷٪          | ۵۳/۱۰۰    | B         |
| مرد عنکبوتی: به درون دنیای عنکبوتی   | ۹۷٪          | ۸۷/۱۰۰    | A+        |
| فیلم پرندگان خشمگین ۲                | ۷۳٪          | ۶۰/۱۰۰    | B+        |
| میچل‌ها در برابر ماشین‌ها              | ۹۸٪          | ۸۰/۱۰۰    | N/A       |
| اژدهای آرزو                          | ۶۵٪          | ۶۰/۱۰۰    | N/A       |
| ویوو                                 | ۸۹٪          | ۶۵/۱۰۰    | N/A       |